# Andrzej Sassyn
Andrzej Józef Sassyn (ur. 29 listopada 1933 w Brześciu nad Bugiem, zm. 10 sierpnia 2022) – polski prawnik, działacz społeczny i samorządowiec związany z Warmią, wieloletni prezes Towarzystwa Miłośników Olsztyna (1991–2001).

## Życiorys
Urodził się na Polesiu w rodzinie kupieckiej. Z wykształcenia prawnik, pracował jako radca prawny, a także m.in. jako prokurator w Tomaszowie Lubelskim i w Suwałkach oraz kierownik wydziału spraw wewnętrznych w Kętrzynie. W okresie PRL był członkiem Stronnictwa Demokratycznego, z jego rekomendacji uczestniczył w pracach Wojewódzkiej Rady Narodowej IX kadencji (1984–1988) jako członek komisji spoza rady. Na przełomie lat 80. i 90 był właścicielem agencji „Ars Bazar Jakubowy”.
W latach 1994–1999 zasiadał w radzie miejskiej Olsztyna II i III kadencji. Bez powodzenia ubiegał się o reelekcję w wyborach w 2002 z ramienia Komitetu Wyborczego Wyborców „Teraz Olsztyn”. Od 1995 zasiadał w radzie programowej Polskiego Radia Olsztyn z rekomendacji SLD.
Od 1991 do 2001 sprawował funkcję przewodniczącego Towarzystwa Miłośników Olsztyna, następnie został jego honorowym przewodniczącym.
Był inicjatorem budowy Kolumny Orła Białego na placu Konsulatu, a także licznych innych przedsięwzięć: odbudowy pomnika Jana Nepomucena na moście św. Jana, tablicy poświęconej Janowi z Łajs oraz Erichowi Mendelsohnowi. Był pomysłodawcą oraz organizatorem pierwszych edycji Olsztyńskiego Ulicznego Biegu Jakubowego w Olsztynie. Był prezesem olsztyńskiego oddziału Towarzystwa Przyjaźni Polsko-Węgierskiej, współorganizatorem dni przyjaźni polsko-węgierskiej w Olsztynie. Był również m.in. przewodniczącym społecznego komitetu rewitalizacji placu Konsulatu Polskiego.

## Odznaczenia i wyróżnienia
Ordery i odznaczenia
- Krzyż Komandorski Orderu Odrodzenia Polski (2011)[11]
- Krzyż Kawalerski Orderu Odrodzenia Polski (2002)[12][13]
- Srebrny Krzyż Zasługi (1996)[14][15]

Nagrody i wyróżnienia
- Złoty Herb Dawnego Olsztyna z Igłą (przez Ziomkostwo Olsztyńskie)[16]
- Medal pamiątkowy „Bohater Wolności”[17]